# Rosa irinae
Rosa irinae es una especie de planta del género Rosa, de la familia Rosaceae.

## Taxonomía
Rosa irinae fue descrita por Demurova en 1963.

## Distribución
Se encuentra en el territorio de Cáucaso septentrional y Transcaucasia.